# Projekt 21300
Projekt 21300 je třída záchranných lodí ruského námořnictva. Hlavním úkolem plavidel je záchrana posádek lodí a ponorek, popř. vyzvedávání vraků. Ruské ministerstvo obrany plánuje stavbu až pěti jednotek této třídy.
Dosud nerealizovaná exportní verze nese označení projekt 21301. Jako možný zájemce o její zakoupení je uváděna Indie.

## Stavba
Plavidlo navrhla konstrukční kancelář JSC CMDB Almaz, přičemž stavbu provádí loděnice JSC Admiralteiskie Verfi v Petrohradu. Prototypová jednotka byla postavena v letech 2005–2014. Stavba druhé jednotky byla zahrnuta do programu na roky 2018–2027.
Jednotky projektu 21300:
| Jméno         | Zahájení stavby | Spuštěna   | Vstup do služby   | Status  |
| ------------- | --------------- | ---------- | ----------------- | ------- |
| Igor Bělousov | prosinec 2005   | říjen 2012 | 25. prosince 2015 | aktivní |

## Konstrukce

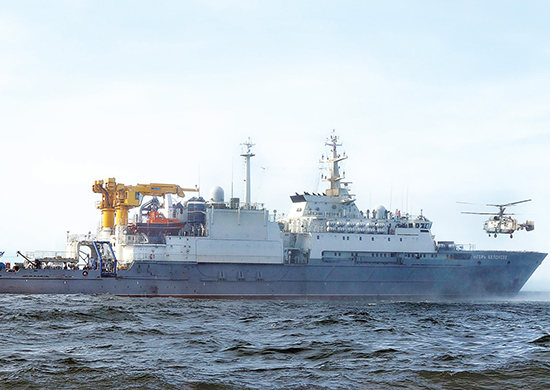
Igor Bělousov

Posádku plavidla tvoří 96 osob, přičemž může poskytnout ubytování dalším 120 osobám. Plavidlo je vybaveno hloubkovým záchranným plavidlem (DSRV) Bester-1 (Projekt 18271, AS-40) s hloubkovým dostupem 700 m, které může kromě šestičlenné posádky pojmout dalších 22 osob. Dále nese dva ponorné prostředky ARS-600 a další vybavení. Například dekompresní komoru pro 60 osob. Plánovanou výzbroj tvoří protiletadlové raketové komplety 9K38 Igla se zásobou 12 střel a dva 55mm granátomety DP-65. Na zádi se bude nacházet přistávací plocha pro jeden vrtulník Ka-27PS. Nejvyšší rychlost dosahuje 15 uzlů.

## Operační služba
Během své návštěvy Indie se záchranná loď Igor Bělousov zapojila do pátrání po indickém transportním letounu Antonov An-32 zmizelém 22. července 2016 s 29 lidmi na palubě.